# Sıdıklıküçükoba, Kırşehir
Sıdıklıküçükoba là một xã thuộc thành phố Kırşehir, tỉnh Kırşehir, Thổ Nhĩ Kỳ. Dân số thời điểm năm 2010 là 289 người.